# LA 나이트
숀 리커(Shaun Ricker, 1982년 11월 1일 ~ )는 미국의 프로 레슬링 선수이다. 한때 WWE 수련생이었지만 2015년 3월 27일 TNA에서 등장을 한다. 키는 158cm, 몸무게는 61kg이다. 피니쉬는 그레이비 트레인(오버 더 숄더 벨리 투 백 파일드라이버), 바텀 렁(백 수플렉스 사이드 슬램)이다.

## 수상
- TNA 월드 헤비웨이트 챔피언 1회
- TNA 킹 오브 더 마운틴 챔피언 1회
- WWE 유나이티드 스테이츠 챔피언 2회